# Richteriola portentosa
Richteriola portentosa là một loài ruồi trong họ Tachinidae.